# Зденек Сметана
Зденек Сметана (чеськ. Zdeněk Smetana; 26 липня 1925, Прага — 25 лютого 2016, там же) — чеський режисер, сценарист, художник-мультиплікатор, ілюстратор. Найбільш відомий за серією короткометражних мультфільмів «Казки мохів і папоротей» про лісових чоловічків Кржемелік та Вахмурка. Працював у студії мультиплікаційних та короткометражних фільмів Bratři v triku, а пізніше у Krátкому Film Praha . Учень чеського художника та ілюстратора Циріла Боуди .

## Біографія

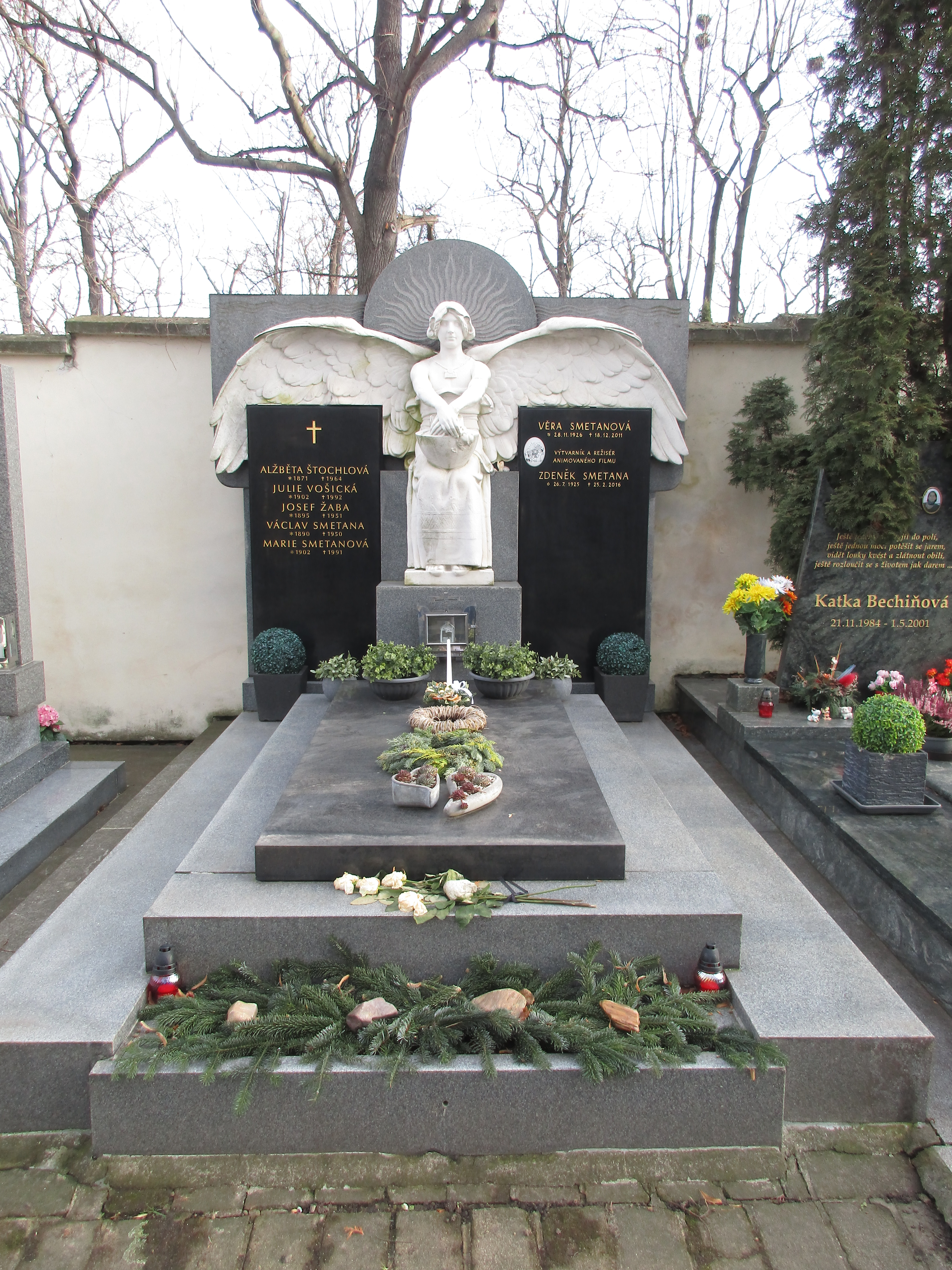
Могила Зденека Сметани

Зденек Сметана народився і виріс у Празі, в районі Жижків. У сім'ї був єдиною дитиною.
Під час німецької окупації Чехословаччини після закриття вищих навчальних закладів вивчав художню майстерність у приватних учителів, працював у гравірувальному цеху. Після війни пішов навчатися в університет на вчителя образотворчого мистецтва, проте незабаром кинув навчання, оскільки до предметів вивчення було введено накреслювальну геометрію. Одним із його вчителів в університеті був Циріл Боуда.
У 1946 році прийшов у студію Bratři v triku, де пропрацював майже півстоліття. Там він здобув професію художника-аніматора. Починав із дрібної роботи — рекламні ролики, агітки про здоровий спосіб життя — а потім перейшов до анімаційних фільмів та режисури.
З кінця 1960-х, переважно, працює для дитячого глядача, створюючи мультиплікаційні серіали та казки. Його мультфільми показують у популярній у Чехословаччині вечірній передачі для дітей Večerníček. З кінця 1980-х перестає інтенсивно працювати у ТВ-індустрії та присвячує себе графіку.
Помер після тривалої хвороби у Празі 25 лютого 2016 .

## Творчість
На рахунку має понад 400 анімаційних фільмів, з яких чотири повнометражні. Найбільш знамениті режисерські роботи Сметани в мультиплікації — Кржемелік і Вахмурка, Rákosníček, Маленькая колдунья , Radovanovy radovánky . Також знімав фільми для дорослої аудиторії.
Проілюстрував близько 50 книжок, зокрема кілька книжок для дітей.
Для фільму 1957 Сотворение мира анімував сцену, де він танцює рок-н-рол з Євою.
У 1960-х Зденек під псевдонімом Dennis Smith з групою інших чеських художників-аніматорів брав участь у створенні 12 серій мультсеріалу Том і Джеррі.

## Премії та нагороди
Його фільми номінувалися та отримали понад 50 нагород на чеських та міжнародних кінофестивалях та показах. Серед них «Лев Святого Марка», " Золотий ведмідь ", премія BAFTA за найкращий фільм року. Короткометражний фільм Куб [Архівовано 8 грудня 2021 у Wayback Machine.] номінувався на золоту пальмову гілку і отримав приз журі на кінофестивалі Канна в 1980 році.
Під час церемонії відкриття Anifilm у 2014 році Зденек Сметана отримав премію за свої творчі досягнення.

## Вибрана фільмографія

### Режисер
- Láhev a svet, 1963
- Казки лісових чоловічків, 1968—1971
- Ромео і Джульєтта, 1971
- Куб, 1980
- Kubula a Kuba Kubikula, 1986—1987 (за однойменною повісті)
- Маленька чаклунка, 1984
- Радованові радованки, 1989

### Сценарист
- Куб, 1980
- Маленька чаклунка, 1984

### Художник
- Як Стремянка та Макароніна …, 1969
- Kubula a Kuba Kubikula, 1986—1987 (за однойменною повісті)

## Родина
- Дружина — чеськ. Věra (померла у 2012 р.)[12]
- Дочка — чеськ. Věra Benešová[11][13]
- Дочка — чеськ. Petra[13]